# James Bowman (controtenore)
James Thomas Bowman (Oxford, 6 novembre 1941 – 27 marzo 2023) è stato un controtenore britannico.
La sua carriera spaziò fra l'opera, l'oratorio e la musica contemporanea.

## Biografia
La sua cultura musicale deriva dalla musica sacra della chiesa anglicana. Egli iniziò da ragazzino come corista presso la cattedrale di Ely. Frequentò poi il New College di Oxford divenendo un membro del coro della Christ Church, la chiesa del College. 

### Opera
Nel 1967 fece una audizione per l'English Opera Group di Benjamin Britten e venne scritturato per interpretare la parte di Oberon in A Midsummer Night's Dream, ruolo che era stato composto per il controtenore Alfred Deller e che Bowman fece suo per una lunga serie di repliche. 
Egli fu al Glyndebourne Festival Opera nel 1970 in La Calisto di Francesco Cavalli (il primo controtenore a cantare a Glyndebourne), all'English National Opera nel 1971 in Semele, e alla Royal Opera House, Covent Garden nel 1972 in Taverner.
Bowman non apparve spesso nei teatri d'opera ma comunque cantò in sedi prestigiose quali il Teatro alla Scala, Opera di Amsterdam, Opéra Garnier a Parigi, Festival di Aix-en-Provence, Sydney Opera House a Sydney, Arena di Verona, Opera di Vienna, Opéra di Strasburgo, Dallas Opera a Dallas, e San Francisco Opera a San Francisco.

### Altro repertorio
- Musica antica

Bowman fece il suo debutto a Londra alla prima per l'inaugurazione della nuova Queen Elizabeth Hall.
Bowman incontrò David Munrow e venne invitato ad entrare nell'ensemble Early Music Consort of London. Il gruppo ebbe grande successo nel decennio fra il 1967 e il 1976, realizzando numerose registrazioni e svolgendo numerose touenée all'estero. Dopo la morte di Munrow, Bowman continuò a collaborare con gli altri membri dell'ex ensemble come con il clavicembalista Christopher Hogwood ed il liutista Robert Spencer.
- Musica contemporanea

In funzione della collaborazione con Britten menzionata sopra, egli ha cantato le prime assolute di alcune opere di importanti compositori contemporanei come Geoffrey Burgon, Alan Ridout e Richard Rodney Bennett.

## Onorificenze
- Nel 1992 il Governo francese gli confer' "L'ordre des Arts et des Lettres" e gli venne conferita la medaglia d'onore della Città di Parigi, in riconoscimento per il suo alto contributo alla vita musicale della città.
- Bowman è presidente degli Holst Singers.
- Nel maggio 1992 Bowman ricevette lo Honorary Degree of Doctor of Music dalla Unioversità di Newcastle upon Tyne.
- Nel novembre 1998 Bowman è stato nominato Honorary Fellow of New College di Oxford, la scuola in cui studiò.

## Discografia
Bowman ha realizzato più di 180 incisioni con le più importanti etichette discografiche ed i maggiori direttori d'orchestra fra i quali si citano: or Nikolaus Harnoncourt, Frans Brüggen, John Eliot Gardiner, Roger Norrington, e Gustav Leonhardt. La maggior parte delle sue recenti incisioni sono state fatte con l'etichetta Hyperion Records, sotto la direzione del direttore Robert King. Questi dischi comprendono l'integrale delle odi di Purcell, musica sacra e profana e due CD con arie di Handel.